# Sacquenville
Sacquenville település Franciaországban, Eure megyében. Lakosainak száma 1207 fő (2022. január 1.). Sacquenville Bacquepuis, Bérengeville-la-Campagne, Bernienville, Le Mesnil-Fuguet és Tourneville községekkel határos.

## Népesség
A település népessége az elmúlt években az alábbi módon változott:
| Lakosok száma | 353  | 504  | 613  | 875  | 1147 | 1195 | 1231 | 1288 | 1261 | 1207 |
|               | 1968 | 1982 | 1990 | 2006 | 2013 | 2015 | 2017 | 2019 | 2020 | 2022 |